# 조선민주주의인민공화국 지방행정성
지방행정성(地方行政省)은 조선민주주의인민공화국의 중앙 행정 기관이다. 지방 자치제도 및 지방 인민위원회 사무를 관장한다. 1959년 5월 28일 내무성에서 지방 시,군청 및 시,군 인민위원회의 사무를 관할하는 지방행정성이 신설 분리독립되었다.

## 연혁
- 1959년 9월 28일 내무성에서 분리 신설됨

## 같이 보기
- 내무성
- 지방경리성
- 도시경영성
- 내각사무처